# Ljubljanica (Martinska Ves)
Ljubljanica falu Horvátországban, Sziszek-Monoszló megyében. Közigazgatásilag Martinska Ves községhez tartozik.

## Fekvése
Sziszek városától légvonalban 8, közúton 11 km-re északra, községközpontjától légvonalban 4, közúton 6 km-re délkeletre, a Száva jobb partján fekszik. Egyutcás kis falu, melynek házai a Szávával párhuzamos főutca menték sorakoznak.

## Története
A település neve 1573-ban „Lywblyana” néven bukkan fel először. 1773-ban az első katonai felmérés térképén „Dorf Liublanicza” alakban szerepel. Zágráb vármegye Sziszeki járásához tartozott.
1857-ben 90, 1910-ben 95 lakosa volt. 1918-ban az új szerb-horvát-szlovén állam, majd később Jugoszlávia része lett. A II. világháború idején a Független Horvát Állam része volt. A háború után a béke időszaka köszöntött a településre, enyhült a szegénység és sok ember talált munkát a közeli városban. A falu 1991. június 25-én a független Horvátország része lett. 2011-ben 31 lakosa volt.

## Népesség
| Lakosság változása | Lakosság változása | Lakosság változása | Lakosság változása | Lakosság változása | Lakosság változása | Lakosság változása | Lakosság változása | Lakosság változása | Lakosság változása | Lakosság változása | Lakosság változása | Lakosság változása | Lakosság változása | Lakosság változása | Lakosság változása |
| ------------------ | ------------------ | ------------------ | ------------------ | ------------------ | ------------------ | ------------------ | ------------------ | ------------------ | ------------------ | ------------------ | ------------------ | ------------------ | ------------------ | ------------------ | ------------------ |
| 1857               | 1869               | 1880               | 1890               | 1900               | 1910               | 1921               | 1931               | 1948               | 1953               | 1961               | 1971               | 1981               | 1991               | 2001               | 2011               |
| 90                 | 87                 | 95                 | 107                | 103                | 95                 | 94                 | 90                 | 78                 | 69                 | 74                 | 64                 | 54                 | 46                 | 42                 | 31                 |